# Tom De Mul
Tom De Mul (nascut el 4 de març de 1986 a Kapellen) és un futbolista belga.
Va jugar a l'AFC Ajax i al Sevilla FC, i cedit a l'Standard de Lieja, entre d'altres.

## Palmarès

### Sevilla FC
- Copa del Rei (2009-10)